# El-Entag El-Harby
El-Entag El-Harby Sporting Club (arabisch نادي الإنتاج الحربي الرياضي, DMG Nādī l-Intāǧ al-ḥarbī ar-riyāḍī), auch El-Entag El-Harby, ist ein ägyptischer Sportverein mit Sitz in Kairo, Ägypten. Der Verein ist vor allem für seine Fußballmannschaft bekannt, die derzeit in der ägyptischen Premier League, der höchsten Liga im ägyptischen Fußballliga-System, spielt. Der Club gehört dem ägyptischen Ministerium für Militärproduktion. Seine Heimspiele trägt der Verein im Al Salam Stadium in Kairo aus.

## Geschichte
Der Verein wurde im Jahr 2004 gegründet. 2009 konnte er das erste Mal in seiner Geschichte in die ägyptische Premier League, die höchste Spielklasse des Landes, aufsteigen. In der Debütsaison 2009/10 belegte der Klub überraschenderweise Platz 7 in der Endtabelle. In den folgenden Jahren konnte der Verein sich in der ersten Liga etablieren. Der größte Erfolg der bisherigen Vereinsgeschichte gelang mit dem Erreichen des 4. Ranges in der Saison 2015/16.

## Bekannte Spieler
- Mohamed Zidan (2015–2016)